# Église Saint-Jean d'Aygues Vives
Pour les articles homonymes, voir Église Saint-Jean.
L'église Saint-Jean est une église catholique située à Saint-Pastour, en France.

## Localisation
L'église Saint-Jean est située au lieu-dit Aygues-Vives, sur le territoire de la commune de Saint-Pastour, dans le département français de Lot-et-Garonne, .

## Historique
L'église a été construite au XIIe siècle pour un château qui a complètement disparu. 
Elle fut ensuite rattachée à partir du XIVe siècle, au château d'Aygues-Vives qui se trouve en bas de la route en contrebas.
De l'église d'Aygues-Vives, il n'en subsiste que le chœur, mais l'absence de chapiteaux ne permet pas de préciser la période de construction. L'église a un petit cimetière qui domine une vue a 180 degrés d ou l'on voit D'Aygues-Vives et St Pastour.
La nef a dû être reconstruite après la guerre de Cent Ans. Les armoiries qu'on distingue peuvent être celles de la famille Raffin qui ont été seigneur d'Aygues-Vives (ou Aiguesvives) et Hauterive ,,,, juridiction de Saint-Pastour. La famille de Valens était les seigneurs d'Aiguesvives au XVe siècle. Marguerite de Valens, dame d'Aiguesvives, a été mariée à Herman (ou Armand) de Raffin, seigneur d'Hauterive, petit-fils d'Arnaud de Raffin, seigneur de Perricard et d'Hauterive.
Le porche doit dater du XVIIIe siècle ou du XIXe siècle.
L'église a été restaurée en 1897.
L'église appartient à la mairie de St Pastour depuis un siècle. 
L'édifice est inscrit au titre des monuments historiques le 20 juin 1950,.